# Андерсон, Джон Ли
Джон Ли Андерсон (англ. Jon Lee Anderson, 15 января 1957 года) — американский журналист и биограф, член редколлегии The New Yorker, автор статей в The New York Times и многих других изданиях. Репортёр из горячих точек Афганистана, Ирака, Уганды, Израиля, Сальвадора, Ирландии, Ливана, Ирана и различных стран Ближнего Востока.

## Биография
Начал карьеру репортёра в 1979 году в Перу. В 1980-х освещал события в Центральной Америке для журнала Time.
Автор одной из известнейших биографий Че Гевары («Che Guevara: A Revolutionary Life»), впервые изданной в 1997 году (русское издание — в 2009 году). В ходе работы над этой книгой Джону Ли Андерсону удалось обнаружить в Боливии тайное захоронение останков Че Гевары, которые были эксгумированы и перемещены в мавзолей на Кубе.

## Книги
- Тайны «черной лиги». М.: Политиздат, 1990 г. (в соавторстве с Скоттом Андерсоном)
- Че Гевара. Важна только Революция. Амфора, 2009 г. ISBN 978-5-367-01010-7